# François Bourgeon
François Bourgeon (Parijs, 5 juli 1945) is een Franse striptekenaar.

## Korte levensbeschrijving
Francois Bourgeon volgde een opleiding aan de École des Métiers d'Art als glasschilder. Hij kwam begin jaren 1970 door middel van het jongerentijdschrift Lisette in aanraking met het fenomeen strips en begon zelf met het tekenen van stripverhalen. Spoedig volgden kleine contracten met soortgelijke tijdschriften, totdat hij in 1979 doorbrak als tekenaar in de Frans-Belgische stripwereld met de historische stripcyclus De kinderen van de wind. Hij woont nu in Cornouaille (Bretagne).

## Stijl
De tekenstijl die François Bourgeon hanteert kan het best getypeerd worden als realistisch, waarbij zijn tekeningen in komische situaties soms neigen naar een meer karikaturale stijl. Voor zijn twee grote historische reeksen De kinderen van de wind en De gezellen van de schemering maakte hij vooraf een uitgebreide studie naar de kostuums, de architectuur en de militaire geschiedenis. Daarnaast bouwde hij talrijke modellen die hij als voorbeeld gebruikte voor zijn tekeningen. 
De strips van Bourgeons hebben in de loop der jaren een evolutie doorgemaakt - van de eenvoudige techniek in Beatrijs en Coen naar de meer geavanceerde grafische tekeningen in de laatste twee delen van de Cyclus van Cyann. De prachtige verzadiging en helderheid van kleuren bij Bourgeon doet herinneren aan zijn oorspronkelijke opleiding tot glasschilder.
Opvallend in de strips van Bourgeon is ook dat vrouwen de hoofdrol spelen. Deze vrouwen zijn altijd avontuurlijke types.

### Beatrijs en Coen
(met Robert Génin)
1. De zwarte vlucht (1980)
2. Yglinga (1981)

### De Kinderen van de wind
1. Het meisje in het want (1980)
2. Het gevangenisschip (1980)
3. Handelspost Juda (1981)
4. Het uur van de slang (1982)
5. Het ebbehout (1984)
6. Het kleine meisje Bois-Caiman, boek 1 (2009)
7. Het kleine meisje Bois-Caiman, boek 2 (2009)
8. Het bloed van de kersentijd 1, (2020)

### De Gezellen van de Schemering
1. De betovering van het nevelwoud (1983)
2. De vale ogen van de moerasstad (1986)
3. De laatste zang van de Malaterres (1990)

### De cyclus van Cyann
(met Claude Lacroix)
1. De brOn en de sOnde (1993)
2. Zes seizoenen op IlO (1997)
3. Aïeïa van Aldaal (2005)
4. De kleuren van Marcade (2007)
5. De gangen van de tussentijd (2012)
6. De zoete dageraad van Aldalarann (2015)

- Biblioteca Nacional de España: XX1721781
- Bibliothèque nationale de France: cb118934560 (data)
- Catàleg d'autoritats de noms i títols de Catalunya: 981058530205606706
- Gemeinsame Normdatei: 119097575
- International Standard Name Identifier: 0000 0001 2029 8164
- Library of Congress Control Number: n86805866
- Nationale Bibliotheek van Letland: 000015351
- Nationale Bibliotheek van Tsjechië: xx0019577
- Nationale Bibliotheek van Israël: 987009624184405171
- Nederlandse Thesaurus van Auteursnamen: 068946252
- Istituto Centrale per il Catalogo Unico: CFIV024323
- Système universitaire de documentation: 02674600X
- Virtual International Authority File: 85424164